# Dirty Sexy Money
Dirty Sexy Money is een Amerikaanse televisieserie die te zien is op ABC (American Broadcasting Company). De serie is gecreëerd door Craig Wright, die samen met Greg Berlanti, Bryan Singer, Matthew Gross, Peter Horton en Josh Reims uitvoerend producent zijn. Horton regisseerde de pilotaflevering.
De serie wordt geproduceerd door ABC Studios, Bad Hat Harry Productions, Berlanti Television en Gross Entertainment. De eerste aflevering uitgezonden op 26 september 2007 na Private Practice. Op 16 november 2007 bestelde ABC een vol nieuw seizoen wat ervoor zorgde dat de televisieserie de eerste was waarvan een vol seizoen werd aangevraagd nadat de schrijversstaking van 2007 begon op 5 november 2007.
De serie scoorde niet meer in de kijkcijfers en op 20 november 2008 werd de reeks door ABC afgevoerd. De resterende afleveringen van seizoen 2 worden wel allemaal uitgezonden.

## Plot
De serie volgt het leven van Nick George, die na de plotselinge dood van zijn vader Dutch verantwoordelijk wordt voor de rijkste familie van New York. Het gaat om de familie Darling, waarvan de leden er stuk voor stuk een bijzonder leven op na houden.

## Cast
| Acteur            | Personage       |
| ----------------- | --------------- |
| Peter Krause      | Nick George     |
| Donald Sutherland | Tripp Darling   |
| Jill Clayburgh    | Letitia Darling |
| William Baldwin   | Patrick Darling |
| Natalie Zea       | Karen Darling   |
| Glenn Fitzgerald  | Brian Darling   |
| Samaire Armstrong | Juliet Darling  |
| Seth Gabel        | Jeremy Darling  |
| Zoe McLellan      | Lisa George     |
| Blair Underwood   | Simon Elder     |